# Pálijský kánon
Pálijský kánon je nejznámější verzí Tipitaky, jednoho z nejstarších souborů buddhistických kanonických textů. Tyto texty byly původně přechovávány ústní tradicí od doby Buddhova života a byly poprvé zapsány na Cejlonu okolo roku 30 př. n. l. Jsou napsány v jazyce páli a tvoří kánon théravádové školy. Řada spisů Pálijského kánonu je, často s menšími rozdíly, obsažena i v kánonech jiných buddhistických škol, které jsou napsány v sanskrtu, v čínštině, nebo v jiných jazycích.
Někdy se při výčtu spisů Pálijského kánonu uvádí i post-kanonické pálijské texty, které nejsou striktně vzato jeho součástí, ale jsou důležité pro théravádovou tradici. Jsou to například komentáře, zejména od Buddhaghósy, ale také od Buddhadatty nebo Dhammapaly, nebo spis Milindapaňha (‚Milindovy otázky‘), ve kterém spolu diskutují mnich Nágaséna a král Menandros I. (Milinda), vládnoucí helénistickému řecko-baktrijskému království, které se ve 2. století př. n. l. rozkládalo na území dnešního Afghánistánu.